# Джо Чілі
Джозеф Емануель Чілі (англ. Joseph Emmanuel Chealey, нар. 1 листопада 1995 року) – американський професійний баскетболіст. В студентські роки грав за Чарльстонський коледж. Він народився в Орландо, штат Флорида, де виріс і пішов до старшої школи Апопка.

## Студентська кар'єра
Чілі був учасником класу новобранців 2013 року та був членом команди Чарльстонського коледжу на початковому курсі, що закінчила сезон з результатом 14-18. Після сезону найняли тренера Ерла Гранта, і Чілі склав з ним міцні стосунки, незважаючи на те, що команда виграла лише дев'ять матчів у першому сезоні Гранта. Він пропустив третій курс через розірване ахіллове сухожилля на одному з перших тренувань. Джо набирав у середньому 17,2 очка за гру, 3,3 передачі за гру, як "червономаєчник", і був обраний до складу першої команди All-CAA. На старшому курсі Чілі був сьомим у конференції, набираючи 18,0 очок за гру, і п'ятим - за результатами передачами з 3,7 за гру. Він був повторно обраний до першої команди All-CAA. Чілі набрав 32 очки у перемозі в овертаймі 83-76 над Північно-Східним університетом у чемпіонаті конференції, і виборов квиток на турнір NCAA. Він також був призначений до складу команди усіх турнірів CAA на другий сезон поспіль. Протягом чотирьох сезонів кар'єри в коледжі Джо набирав у середньому 14,2 очка, 3,5 підбирання та 3,1 передачі за 31,1 хвилини за гру.

## Професійна кар'єра
Залишившись невибраним на Драфті НБА 2018 року, Чілі виступав за команду літньої ліги "Шарлотт Горнетс". 27 липня 2018 року він приєднався до Шершнів за угодою про тренувальні збори. 13 жовтня його контракт був перетворений на двосторонній, що означало, що більшу частину сезону він розподілить свій ігровий час між "Горнетс" та їх представником у G-Лізі НБА "Грінсборо Сворм". Чілі дебютував у НБА з "Горнетс" 30 січня 2019 року, програвши "Бостон Селтікс", та записав до активу два очки і передачу.
6 серпня 2019 року "Шершні" оголосили, що перепідписали Чілі. Він був виключений зі складу команди 13 жовтня 2019 року під час тренувальних зборів. Після тренувальних зборів Джо був знову доданий до списку "Сворм". 19 грудня він зібрав 22 очки, 5 підбирань, 5 передач, перехоплення та блок-шот у програші команді “Делавер Блу Коутс”. 28 грудня Чілі мало не заробив трипл-дабл з 15 очками, 10 підбираннями, 8 передачами та 4 перехопленнями проти "Репторс 905".
21 лютого 2020 року Джо підписав контракт на 10 днів з "Горнетс", та ще один десятиденний контракт 3 березня.

## Статистика

### НБА

#### Регулярний сезон
| Сезон   | Команда | GP | GS | MPG | FG%  | 3P%  | FT%   | RPG | APG | SPG | BPG | PPG |
| ------- | ------- | -- | -- | --- | ---- | ---- | ----- | --- | --- | --- | --- | --- |
| 2018–19 | Шарлотт | 1  | 0  | 8.0 | .333 | –    | –     | .0  | 1.0 | .0  | .0  | 2.0 |
| 2019–20 | Шарлотт | 4  | 0  | 8.3 | .000 | .000 | 1.000 | .0  | .3  | 1.0 | .0  | .5  |
| Кар'єра | Кар'єра | 5  | 0  | 8.2 | .100 | .000 | 1.000 | .0  | .4  | .8  | .0  | .8  |

### Коледж
| Сезон   | Команда   | GP  | GS  | MPG  | FG%  | 3P%  | FT%  | RPG | APG | SPG | BPG | PPG  |
| ------- | --------- | --- | --- | ---- | ---- | ---- | ---- | --- | --- | --- | --- | ---- |
| 2013–14 | Чарльстон | 27  | 10  | 20.7 | .365 | .297 | .667 | 2.0 | 2.0 | .7  | .3  | 6.9  |
| 2014–15 | Чарльстон | 33  | 32  | 32.5 | .402 | .306 | .758 | 3.6 | 3.3 | .9  | .2  | 12.4 |
| 2015–16 | Чарльстон | 35  | 33  | 33.8 | .432 | .392 | .822 | 3.5 | 3.2 | 1.0 | .0  | 17.8 |
| 2016–17 | Чарльстон | 34  | 34  | 35.4 | .393 | .348 | .858 | 4.6 | 3.6 | .9  | .1  | 18.0 |
| Кар'єра | Кар'єра   | 129 | 109 | 31.1 | .404 | .347 | .805 | 3.5 | 3.1 | .9  | .1  | 14.2 |